# Liste der Kulturdenkmäler in Daleiden
In der Liste der Kulturdenkmäler in Daleiden sind alle Kulturdenkmäler der rheinland-pfälzischen Ortsgemeinde Daleiden aufgeführt. Grundlage ist die Denkmalliste des Landes Rheinland-Pfalz (Stand: 27. Juni 2022).

## Einzeldenkmäler
| Bezeichnung                          | Lage                                       | Baujahr                            | Beschreibung | Bild                           |
| ------------------------------------ | ------------------------------------------ | ---------------------------------- | --- | ------------------------------ |
| Portal                               | Dahner Straße, an Nr. 7 Lage               | 1782                               | barockes Oberlichtportal, bezeichnet 1782 | BW                             |
| Wegekreuz                            | Hauptstraße, bei Nr. 22 Lage               | 1623                               | Vollnischenkreuz auf kannelierter Säule, bezeichnet 1623 | BW                             |
| Quereinhaus                          | Hauptstraße 25 Lage                        | Mitte des 18. Jahrhunderts         | Quereinhaus, wohl um die oder kurz nach der Mitte des 18. Jahrhunderts (bezeichnet 1787, wohl verfälscht) | BW                             |
| Willibrorduskapelle                  | Hauptstraße, bei Nr. 60 Lage               | zweite Hälfte des 18. Jahrhunderts | kleiner Putzbau, 1683, Werksteineinfassungen wohl aus der zweiten Hälfte des 18. Jahrhunderts | weitere Bilder Fotos hochladen |
| Aloysiuskapelle                      | Reipeldinger Straße Lage                   | um 1900                            | historisierender Saalbau mit Dachreiter, um 1900; in der Rückwand Priestergrabstein, bezeichnet 1763 | weitere Bilder Fotos hochladen |
| Katholische Pfarrkirche St. Matthäus | Schulstraße 4 Lage                         | ab 1613                            | malerischer Komplex; Saalbau, 1933, Architekten Ludwig Becker und Anton Falkowski, Mainz, unter Verwendung älterer Teile, spätestgotischer Chor, 1613 (oder 1634?), im Kern wohl romanischer Turm, oberstes Geschoss und Spitzhelm frühes 17. Jahrhundert; teilweise Ausstattung; auf dem Kirchhof: Schiefer-Grabkreuz, um 1790; Vollnischenkreuz auf kannelierter Säule, bezeichnet 1623; Kreuzigungsbildstock, bezeichnet 1782; Schiefer-Grabplatte, um 1797 | weitere Bilder Fotos hochladen |
| Portal                               | Unterstraße, an Nr. 1 Lage                 | 1717                               | Oberlichtportal, bezeichnet 1717 | BW                             |
| Dorfgemeinschaftshaus                | Weiherstraße, zu Nr. 9 Lage                | 1929                               | ehemalige Schule; neunachsiger Walmdachbau auf hohem Bruchsteinsockel, expressionistische Motive, 1929 | BW                             |
| Ehrenfriedhof Daleiden               | südöstlich des Ortes auf einer Anhöhe Lage | 1954–59                            | 1954–59 um offene Pfeilerrotunde mit expressionistischer Pietà und vorgelagerter Halle ring- beziehungsweise viertelkreisförmig angelegte Reihen mit Einzel- und Sammelgräbern der 3224 im Zweiten Weltkrieg im Eifel-Ardennen-Raum Gefallenen | weitere Bilder Fotos hochladen |